# Jehlice obecná
Jehlice obecná (Ablennes hians) je paprskoploutvá ryba z čeledi jehlicovití (Belonidae).
Druh byl popsán roku 1846 francouzským ichtyologem Achillem Valenciennesem

## Popis a výskyt
Může dosáhnout délky až 140 cm, ale běžná délka je 70 cm. Maximální zdokumentována váha je 4,8 kg.
Má tmavě namodralý hřbet a stříbřitě bílé břicho, s černými skvrnami uprostřed těla. Tělo je bočně stlačené.
Je celosvětově rozšířený. Atlantský oceán: od Kapverd po Senegal, Angolu a dále na jih k Namibii. Od Chesapeakské zátoky, Bermud a severu Mexického zálivu k Brazílii. Celý Indický oceán. Tichý oceán: u pobřeží a ostrovů od jihu Japonska přes Východní Indii po Austrálii. Byl hlášen také nález z Tuvalu. Od Mexika po Peru. Celý Karibik, Antily a jihoamerické pobřeží po Rio de Janeiro.
Obývá sublitorál a oceánské vody, častěji se vyskytuje v blízkosti ostrovů. Nachází se v ústích řek a pobřežních řekách. Někdy tvoří velké „rybí školky“. Živí se převážně malými rybami.
Je lovena pro potravinářský průmysl, ale trh s touto rybou je omezen kvůli jejímu zeleně zbarvenému masu, které zákazníky odrazuje.